# Polycyrtus manni
Polycyrtus manni là một loài tò vò trong họ Ichneumonidae.